# Sweet September
| Recensione | Giudizio |
| ---------- | -------- |
| AllMusic   |          |

Sweet September è un album a nome "The Pete Jolly Trio and Friends", pubblicato dall'etichetta discografica Äva Records nel febbraio del 1964.

## Tracce

### LP
Lato A
1. Sweet September – 2:35 (Bill McGuffie, Lorraine Phillips, Peter Stanley)
2. Kiss Me Baby – 1:50 (Sosa, Gutierrez)
3. Yours Is My Heart Alone – 6:53 (testo: Ludwig Herzer, Fritz Löhner-Beda – musica: Franz Lehár)
4. I Have Dreamed – 4:12 (testo: Oscar Hammerstein II – musica: Richard Rodgers)
5. No Other Love – 6:30 (testo: Oscar Hammerstein II – musica: Richard Rodgers)

Lato B
1. Theme from "Any Number Can Win" – 2:30 (musica: Michel Magne)
2. Soft Winds – 3:00 (musica: Benny Goodman)
3. Oleo – 3:18 (musica: Sonny Rollins)
4. Can't We Be Friends – 6:24 (testo: Paul James – musica: Kay Swift)
5. I'm Beginning to See the Light – 5:45 (testo: Don George – musica: Harry James, Duke Ellington, Johnny Hodges)

## Formazione
The Pete Jolly Trio
- Pete Jolly – pianoforte
- Chuck Berghofer – contrabbasso
- Larry Bunker – batteria

And Friends
- Howard Roberts – chitarra (brani: "Sweet September" e "Kiss Me Baby")
- Nick Martinis – batteria (brani: "Sweet September" e "Kiss Me Baby")

Note aggiuntive
- Jackie Mills e Tommy Wolf – produttori
- Registrazioni effettuate il 15 novembre 1963 al "United Recorders", Hollywood, California
- Dayton "Bones" Howe e Hal Linstrot – ingegneri delle registrazioni
- Richter & Mracky Design Assoc. – design copertina album originale
- Pete Brady – note retrocopertina album originale [4]